# Fishki.net
Fishki.net (Фишки.нет) — российский новостной медиасайт развлекательной направленности. Занимает 65-е место по посещаемости в России и 1050-е в мире по данным Alexa Internet; 86-е место по посещаемости в России и 1118-е в мире по данным SimilarWeb. Тематический индекс цитирования сайта — 6300. Является адаптированным аналогом англоязычного портала BuzzFeed. Сайт имеет официальные мобильные приложения для Android и iOS.

## История
Сайт создан 10 мая 2004 года 23-летним программистом Александром Рыбаком. В 2006 году он продал сайт структурам РБК за 800 тыс. долларов. В 2008 году, по причине финансового кризиса, холдинг РБК оказался на грани банкротства и «Fishki.net» были перепроданы сторонним инвесторам. В 2013 году сайт был выкуплен Михаилом Гуревичем (Израиль), руководителем фонда 101Startup, ранее уже работавшим с Fishki.net в составе РБК.

## Содержание
Сайт работает по принципу пользовательского контента, причём пользователи создают больше половины всего контента, однако написанием материалов для главной страницы на текущий момент занимается только редакция сайта. Редакция базируется в Солнечногорске, состоит из 15 человек, в случае необходимости привлекаются новые люди или используется аутсорсинг.
Для добавления и оценки постов и комментариев требуется регистрация на сайте, просмотр сайта доступен и для незарегистрированных посетителей. Посты и комментарии могут содержать в себе форматированный текст, прикреплённые растровые изображения (включая формат файлов GIF) и видео. Контент как создаётся редакцией и пользователями, так и копируется ими с других сайтов. Публикация контента, позаимствованного с определённого ряда сайтов при этом запрещена, во избежание конфликтов с правообладателями.

## Сообщество
Наибольшее количество посетителей сайта проживает в России, Германии, Украине, Азербайджане, Нидерландах, Казахстане, Латвии и Белоруссии. На официальную страницу сайта в социальной сети Facebook подписано более 4 млн человек.
По результатам исследования Brand Analytics (проведённого на ноябрь 2021), «Фишки.нет» входит в число русскоязычных сайтов с наиболее агрессивными комментариями, с долей «агрессивного контента» более 15 %.

## Награды
- В 2005 году сайт попал в «Народную десятку» Премии Рунета[13].
- В 2016 году сайт стал лауреатом Премии Рунета в номинации «Развлечения, здоровье и отдых»[14].